# L&YR Fruit Wagon 56
Der offene Güterwagen nach Musterblatt 56 (im Englischen mit Fruit Wagon bezeichnet) der britischen Lancashire and Yorkshire Railway (L&YR) entstand 1903 in den eigenen Werkstätten der Eisenbahngesellschaft in Newton Heath.

## Geschichte
Bis 1903 hatten zweiachsige offene Güterwagen bei der L&YR in der Regel eine Länge von rund 4800 mm. Im Dezember 1903 entstanden sechs Wagen mit einer Länge von rund 6550 mm und einer Lademasse von 20 t. Weitere 100 Exemplare wurden im Folgejahr gebaut. Zur gleichen Zeit wurden auch sehr ähnliche Wagen für 10 t Lademasse nach Musterblatt 55 gebaut. Ab 1905 entstanden verbesserte Ausführungen für 20 t nach Musterblatt 65.
Viele dieser Wagen erlebten am 1. Januar 1922 die Fusion mit der London and North Western Railway (LNWR) und ein Jahr später beim Inkrafttreten des Railways Act 1921 auch den damit verbundenen Zusammenschluss mehrerer Eisenbahngesellschaften zur London, Midland and Scottish Railway (LMS). Die letzten Exemplare wurden während des Zweiten Weltkrieges ausgemustert.

## Anmerkung
Die englische Bezeichnung „Fruit“ war die hausinterne Bezeichnung der L&YR für einen offenen Güterwagen zur Beförderung allgemeiner Waren. Dieser Wagentyp war nicht speziell für die Beförderung von Obst bestimmt.